# 學托擴 (堪薩斯州)
學托擴（Chautauqua，又譯肖托夸）為美国堪薩斯州學托擴縣轄下的城市。根據2010年美國人口普查，此城市人口有111人。

## 歷史
學托擴設立於1881年，1882年設城。

## 地理
學托擴坐落於北緯37度1分34秒、西經96度10分42秒（亦可表示為37.026172, -96.178458）處根據美国人口调查局的資料，此城市總面積為1.11平方（0.43平方英里），全境皆為陸地。

### 氣候
夏季溼熱、冬季不甚乾冷為此地區的氣候特徵。根據柯本气候分类法，學托擴的氣候屬於副热带湿润气候（氣候圖簡寫「Cfa」）

## 人口統計
| 调查年                | 人口 | 备注   | %±     |
| --------------------- | ---- | ------ | ------ |
| 1910                  | 348  |        | —      |
| 1920                  | 401  |        | 15.2%  |
| 1930                  | 282  |        | −29.7% |
| 1940                  | 254  |        | −9.9%  |
| 1950                  | 215  |        | −15.4% |
| 1960                  | 205  |        | −4.7%  |
| 1970                  | 137  |        | −33.2% |
| 1980                  | 156  |        | 13.9%  |
| 1990                  | 132  |        | −15.4% |
| 2000                  | 113  |        | −14.4% |
| 2010                  | 111  |        | −1.8%  |
| 2014年估计            | 106  | [ 10 ] | −4.5%  |
| U.S. Decennial Census |      |        |        |

### 2010年普查
據2010年的人口普查，此城市人口有111人，戶數52戶，33個家庭。人口密度為99.7人/每平方公里（258.1人/每平方英里）。此城市有72棟住宅，平均每平方公里有64.6棟住宅。此城市居民之種族中，白人佔87.4%，美洲原住民佔3.6%，亞裔美國人佔0.9%，混血種族則佔8.1%。而西班牙裔或拉丁裔美國人佔此城市人口的0.9%。
此城市之戶籍數計有52戶。其中擁有18歲以下孩童的住戶佔23.1%；已婚夫婦且同居的住戶佔44.2%，住戶為未婚女性者佔7.7%；住戶為未婚男性者佔11.5%；住戶並非一個家庭的佔36.5%。獨居住戶佔全戶之34.6%，其中住戶為65歲或以上之獨居老人佔15.3%。每戶住戶平均成員人數為2.13人，每個家庭平均成員人數則是2.58人。
此城市居民之年齡中位數為48.2歲。以年齡層分類，年齡低於18歲者佔16.2%；年齡介在18歲至24歲之間者佔9%；年齡介在25歲至44歲之間者佔17.1%；年齡介在45歲至64歲之間者佔32.4%；年齡高於65歲者佔25.2%。男性佔全市人口之48.6%，女性則佔全市人口之51.4%。

### 2000年普查
據2000年人口普查，此城市人口有113人，戶數53戶，29個家庭。人口密度為101.5人/每平方公里（265.4人/每平方英里）。此城市有72棟住宅，平均每平方公里有64.6棟住宅。此城市居民之種族中，白人佔89.38%，美洲原住民佔7.08%，混血種族則佔3.54%。
此城市之戶籍數計有53戶，其中擁有18歲以下孩童的住戶佔22.6%；已婚夫婦且同居的住戶佔39.6%，住戶為未婚女性者佔15.1%；住戶並非一個家庭的佔43.4%。獨居住戶佔全戶之43.4%，其中住戶為65歲或以上之獨居老人佔22.6%。每戶住戶平均成員人數為2.13人，每個家庭平均成員人數則是2.97人。
以年齡層分類，年齡低於18歲者佔24.8%；年齡介在18歲至24歲之間者佔8.0%；年齡介在25歲至44歲之間者佔19.5%；年齡介在45歲至64歲之間者佔24.8%；年齡高於65歲者佔23.0%。此城市居民之年齡中位數為42歲。性別比方面，每100名女性所對應的男性數為79.4名，如只計算18歲或以上的居民，則是每100名女性所對應的男性數為88.9名。
此城市每戶平均收入為18,500美元，每個家庭平均收入為19,583美元。男性平均收入31,250美元；女性平均收入15,750美元。此城市人均收入為9,781美元。此城市約有27.3%的家庭以及38.5%的居民低於貧窮門檻，其中18歲以下者占65.7%，65歲以上者佔13.8%。

## 外部連結
城市
- 學托擴—公職人員名錄

學校
- USD 286（页面存档备份，存于），所在學區

地圖
- 學托擴市地圖（页面存档备份，存于），堪薩斯州運輸部